# Al Ahmadi
Pour les articles homonymes, voir Al Ahmadi (homonymie) et Ahmadi (homonymie).
Al Ahmadi est une ville du Koweït, capitale du gouvernorat d'Al Ahmadi. Al Ahmadi est située au sud de la capitale éponyme du Koweït. La ville est fondée en 1946, à la suite de la découverte du pétrole dans la région. Elle est le siège de la Kuwait Oil Company (KOC). Le zoo d’Al Ahmadi présente une grande variété d’animaux, dont des tigres, des éléphants, des girafes, et des pingouins. Le parc Eqaila, et le parc Fahaheel, offrent de bons moments de détente. La plage Al Kout est proche du centre commercial Al Kout Mall.